# Triệu Huệ Văn vương
Triệu Huệ Văn vương (chữ Hán: 趙惠文王; 310 TCN - 266 TCN), còn gọi là Triệu Văn Vương (趙文王), tên thật là Triệu Hà (趙何), là vị vua thứ bảy của nước Triệu - chư hầu nhà Chu thời Chiến Quốc trong lịch sử Trung Quốc. Ông trị vì khoảng 298 TCN - 266 TCN.
Trong thời kì trị vì của mình, ông cùng Lận Tương Như, Liêm Pha và Lý Mục các văn võ đại thần chấn hưng nước Triệu, chính trị thanh minh, quốc lực cường thịnh.

## Lên ngôi vua
Triệu Hà là con thứ của Triệu Vũ Linh vương, mẹ là Ngô Mạnh Diêu (吳孟姚), con gái của Ngô Quảng (吳廣). Vũ Linh vương một hôm nằm mộng thấy 1 người con gái đẹp, mê đắm tương tư. Một dịp yến tiệc Vũ Linh vương nói với các đại thần về giấc mộng và tả dung mạo của người con gái đó, Ngô Quảng nghe thấy giống con gái mình, đành tiến dâng lên cho Triệu vương. Ngô cơ được gọi là Ngô Oa (吳娃), nhan sắc nức trời, được Triệu vương vô cùng sủng ái, lập làm Vương hậu. Ông được sinh ra không lâu sau khi mẹ ông được phong.
Khi đó, Triệu Vũ Linh vương tuy đã có người con trưởng là Triệu Chương (趙章), nhưng lại yêu quý Ngô Oa, nên bỏ Chương để lập Công tử Hà là con Ngô Oa. Năm 301 TCN, Ngô Oa qua đời, Vũ Linh tuổi cũng đã cao, nên ông quyết định nhường ngôi cho Thái tử.
Ngày Mậu Thân tháng 5 năm 299 TCN, Vũ Linh vương đại triều ở Đông cung, xuống chiếu thoái vị, nhường ngôi cho Triệu Hà, tức Triệu Huệ Văn vương. Khi đó Triệu Hà mới 12 tuổi. Triệu Ung tự xưng làm Chủ phụ (主父), phong Phì Nghĩa (肥義) làm tướng quốc để giúp đỡ ông.

## Anh em bất hòa
Năm 296 TCN, Triệu Huệ Văn vương đem quân đánh Trung Sơn, diệt nước này. Cùng năm đó, Triệu chủ phụ phong cho Triệu Chương làm An Dương quân (安陽君). Triệu Chương cùng Điền Bất Lễ không phục Huệ Văn vương là con thứ được nối ngôi nên có ý nổi loạn cướp ngôi.
Lý Đoái (李兌) đoán biết Công tử Chương muốn soán đoạt, tìm cách tiêu diệt. Năm 295 TCN, Chủ Phụ triệu tập quần thần. Thấy Triệu Chương phải làm lễ lạy phục người em và buồn bã, Chủ Phụ có ý thương, định chia nước Triệu làm hai và cho Chương làm Đại vương. Nhưng việc chưa quyết định thì Chủ Phụ lại cùng Huệ Văn vương đi chơi Dị Cung tại Sa Khâu.
Triệu Chương và Điền Bất Lễ giả mệnh Chủ phụ, đem quân vào Hàm Đan đánh Huệ Văn vương. Công tử Thành và Lý Đoái hay tin, đem quân từ bốn ấp đến đánh, giết Bất Lễ. Huệ Văn vương phong cho Công tử Thành làm Tướng quốc, tước Bình An quân (安平君), phong Lý Đoái làm Tư khấu.
Công tử Chương cùng đường chạy tới Sa Khâu xin Triệu chủ phụ cứu giúp, Công tử Thành và Lý Đoái nghe tin bèn bao đến cung Sa Khâu, giết Triệu Chương. Sau đó hai người này sợ Chủ phụ trách tội bèn vây luôn cung Sa Khâu, bỏ đói Chủ phụ cho đến chết. Do Triệu Huệ Văn vương khi ấy còn nhỏ tuổi, Công tử Thành cùng Lý Đoái nắm quyền chính trong nước.

## Quan hệ với chư hầu
Năm 290 TCN, Triệu Huệ Văn vương phong Triệu Lương làm tướng, hợp binh với nước Tề đánh nước Hàn, giành thắng lợi.
Năm 285 TCN, thấy Tề Mẫn vương kiêu ngạo, Yên Chiêu vương sai Nhạc Nghị đi sứ nước Triệu kêu gọi Triệu Huệ Văn vương cùng nhau đánh Tề. Huệ Văn vương sai Liêm Pha hợp binh với quân Yên, đánh bại quân Tề, chiếm ấp Dương Tấn, sau quân Triệu rút lui còn quân Yên tiếp tục tấn công vào Lâm Tri, chiếm nước Tề.
Năm 283 TCN, Tần Chiêu Tương vương muốn dùng 15 thành trao đổi ngọc Hoà thị (vốn là quốc bảo của nước Sở nhưng lại lưu lạc đến Triệu). Huệ Văn Vương bèn sai Lạn Tương Như đi sứ sang Tần. Tương Như thấy vua Tần không muốn đổi ngọc, cũng không trao ngọc bích cho Tần.
Năm 282 TCN, Tần Chiêu Tương vương lại đánh Triệu, chiếm hai thành. Năm 281 TCN, vua Tần giận nước Triệu không chịu dâng ngọc bèn đánh Triệu, lấy Thạch Thành. Năm sau, 281 TCN lại đánh Triệu, giết hai vạn người. Tần Chiêu Tương vương đắc thắng sai sứ giả nói với Triệu Vương muốn họp nhau ở Dẫn Trì ngoài Hà Tây để giảng hoà. Triệu Huệ Văn vương sợ nước Tần từng bắt giữ Sở Hoài vương khi đến hội họp nên định không đi nhưng sau nghe lời Lạn Tương Như, bèn cùng Tương Như đến Dẫn Trì. Tần Chiêu Tương vương muốn hạ nhục nước Triệu, nhưng nhờ có Lạn Tương Như đi theo phò tá đã khiến vua Tần không thể lấn át ông.
Sau khi Tề Mẫn vương thất bại bị giết, nước Yên chiếm đóng phần lớn nước Tề thì các chư hầu quay sang đánh lẫn nhau. Triệu bị Tần tấn công trong nhiều năm, mỗi năm chiếm vài thành trì, không đủ sức mạnh để đánh trả. Ngược lại, Triệu Huệ Văn vương gỡ lại đất mất về tay Tần bằng cách đánh Ngụy để chiếm đất Ngụy. Từ năm 284 TCN đến năm 272 TCN, mỗi khi bị Tần chiếm đất, ông lại sai các tướng Liêm Pha, Lâu Xương tấn công Ngụy, chiếm một số thành ấp.
Mặt khác, nhân sự suy yếu của nước Tề sau cái chết của Tề Mẫn vương, Triệu Huệ Văn vương cũng thường tấn công nước Tề và giành một số thắng lợi. Tề Tương vương dù được Điền Đan giúp phục quốc nhưng không còn sức mạnh và bị thất thế trước quân Triệu. Năm 280 TCN, Triệu Huệ Văn vương sai Triệu Xa đánh chiếm Linh Khâu của nước Tề.
Năm 278 TCN, Triệu Huệ Văn vương lập con là Công tử Đan làm Thái tử.
Năm 270 TCN, Tần Chiêu Tương vương đánh nước Hàn, Huệ Văn vương sai Triệu Xa đem quân cứu, đánh bại quân Tần. Năm 269 TCN, Triệu Huệ Văn vương lại sai Lạn Tương Như đánh Tề, chiếm Bình Ấp rồi rút lui.
Năm 266 TCN, Triệu Huệ Văn vương qua đời. Ông ở ngôi 33 năm, thọ 45 tuổi. Con ông là Triệu Đan lên nối ngôi, tức Triệu Hiếu Thành vương.